# Copperopolis (Californie)
Pour les articles homonymes, voir Copperopolis.
Copperopolis est une census-designated place située dans le comté de Calaveras dans l’État de Californie, aux États-Unis.
Elle est enregistrée comme le California Historical Landmark no 296.

## Histoire
Contrairement à la plupart des villes minières du comté de Calaveras, Copperopolis doit son développement à l'extraction du cuivre. En 1860,  Thomas McCarty, Allen Blatchly et William K. Reed ont découvert du minerai de cuivre dans la région et fondé la Union Copper Mine. Ils ont établi Copperopolis, alors nommée Copper Canyon, la même année. Le 3 août 1860, un district minier fut organisé, et des lois minières adoptées. 
En 1862, Reed vend ses intérêts dans les mines et construit une route à péage de Copperopolis à Telegraph City, une autre ville centrée sur l'extraction du cuivre.
La ville prospéra rapidement menée en grande partie par la Guerre civile américaine. Copperopolis aurait fourni la plupart des besoins en métal de l'armée de l'Union pendant cette période. Le minerai de la région était transporté aux fonderies de Boston, New York et Philadelphie. 
Pendant le boom du cuivre, la rue principale de Copperopolis fut bordée de bâtiments commerciaux. Plusieurs d'entre eux ont été construits avec des briques venues de Columbia, où les structures étaient démolies pour exploiter le sol.
En 1863, la population de Copperopolis dépassait les 10 000 habitants. Un incendie majeur a détruit une grande partie de la ville en 1867.
À la fin de la guerre, Copperopolis fut affectée par la chute du prix du cuivre entraînant la fermeture de nombreuses mines et une diminution de la population. La Union Copper Mine fut rachetée par un conglomérat de Boston par la suite. Copperopolis a également fourni du cuivre pendant les deux guerres mondiales.

## Dans la culture copulaire
La ville abrite une cabane où Mark Twain aurait écrit l'une de ses œuvres les plus célèbres, La Célèbre Grenouille sauteuse du comté de Calaveras (The Celebrated Jumping Frog of Calaveras County).

## Démographie
| 2000  | 2010  | - | - | - | - |
| ----- | ----- | - | - | - | - |
| 2 361 | 3 671 | - | - | - | - |